# Захаровка (Красноярский край)
Заха́ровка — село в Казачинском районе Красноярского края, административный центр и единственный населённый пункт Захаровского сельсовета.

## География
Находится на правом берегу Енисея примерно в 9 километрах по прямой на север от районного центра посёлка Казачинское.

## Климат
Климат континентальный с умеренно суровой продолжительной, но малоснежной зимой и коротким жарким летом. Среднегодовая температура воздуха −1.9 °C, наиболее тёплым месяцем является июль, наиболее холодным месяцем — январь. Средняя температура января −18 °C, июля +20 °C. Абсолютный максимум температуры воздуха 37 °C, абсолютный минимум температуры воздуха −59 °C. Снежный покров устанавливается в начале ноября и сходит к концу марта, держится 185—190 дней. Высота снежного покрова колеблется от 40 до 70 см. Период с отрицательными температурами составляет 225—230 дней. Число дней с температурой воздуха выше +10 °C составляет 100—110.

## Население
Постоянное население составляло 133 человек в 2002 году (80 % русские), 77 — в 2010.